# سوپرترمپ
سوپرترمپ (به انگلیسی: Supertramp) یک گروه موسیقی بریتانیایی پراگرسیو راک است که چندین آلبوم پُر فروش در دهه‌های ۱۹۷۰ و ۱۹۸۰ میلادی داشته‌است. «خیال‌پرداز»، «خداحافظ غریبه»، «ترانهٔ منطقی»، «صبحانه در آمریکا» و «جنایت قرن» از ترانه‌های معروف این گروه هستند.
سوپرترمپ در سال ۱۹۶۹ و پس از آن شکل گرفت که راجر هاجسون آگهی دعوت به همکاری ریک دیویز در مجلهٔ ملودی میکر را با تیتر «فرصت واقعی!» دید. آن‌ها نام گروه را از کتاب The Autobiography of a Super-Tramp نوشتهٔ ویلیام هنری دیویز به عاریت گرفتند. هاجسون و دیویز در ابتدای کارشان از حمایت مالی یک میلیونر هلندی برخوردار بودند اما زمانی که دو آلبوم اول‌شان با شکست تجاری مواجه شد، او با آن‌ها قطع همکاری کرد. سوپرترمپ مسیری غیرمعمول را برای رسیدن به موفقیت تجاری پیمود. در هم آمیختن بلندپروازی سبکی و مهارت در نواختن پراگرسیو راک با ملودی‌های هوشمندانه و آهنگین پاپ بریتانیایی آن‌ها را به یکی از محبوب‌ترین گروه‌های بریتانیایی دهه ۷۰ و ۸۰ میلادی تبدیل کرد. آثار سوپرترمپ در دههٔ ۸۰ میلادی محبوبیت جهانی پیدا کرد و به صدر جدول‌های فروش موسیقی راه پیدا کرد؛ دقیقاً در دوره‌ای که سبک موسیقی‌شان از مُد افتاده بود.
ترکیب سوپرترمپ طی چند دهه فعالیتشان بارها تغییر کرد و ریک دیویز تنها عضو ثابت گروه بود. نفرات دیگر که سال‌های زیادی در گروه حضور داشتند راجر هاجسون (خواننده/ترانه‌سرا و نوازندهٔ کیبورد)، داگی تامسون (باسیست)، باب سیبنبرگ (درامر) و جان هلی‌ول (نوازندهٔ ساکسوفون) بودند.